# ميكروبيوم جذري

الميكروبيوم الجذري (ويسمى أيضًا ميكروبيوم ريزوسفير) هو التجمع الديناميكي للكائنات الحية الدقيقة المرتبطة بجذور النباتات. نظرًا لكونها غنية بمجموعة متنوعة من مركبات الكربون، فإن جذور النباتات توفر بيئات فريدة لتجميع الكائنات الحية الدقيقة المتنوعة في التربة، بما في ذلك البكتيريا والفطريات والعتائق. تختلف التجمعات الميكروبية داخل الجذر عن التي توجد في المحيط الجذري للنبات، وعن المجتمعات الميكروبية للتربة السائبة، على الرغم من وجود بعض التداخل في تكوين الأنواع.
الكائنات الحية الدقيقة المختلفة، المفيدة والضارة على حد سواء تؤثر على نمو وفسيولوجيا النباتات. الكائنات الحية الدقيقة المفيدة تشمل البكتيريا التي تثبت النيتروجين، وتعزز نمو النبات، والفطريات الجذرية (فصيلة)، والفطريات التي تتطفل على فطر آخر، والطفيليات الأولية، وبعض الكائنات الحية الدقيقة المكافحة الحيوية. تمتد الكائنات الحية الدقيقة المسببة للأمراض أيضًا إلى بعض البكتيريا والفطريات المسببة للأمراض وبعض الديدان الخيطية التي يمكن أن تستعمر الجذور. مسببات الأمراض قادرة على التنافس مع الميكروبات المحصِنة واختراق آليات الدفاع السليقية للنبات. بغض النظر عن الميكروبات التي تسبب الأمراض النباتية، هناك بعض البكتيريا المسببة للأمراض والتي يمكن أن تنتقل إلى البشر، مثل السلمونيلا، والإشريكية القولونية المنزفة للأمعاء ، بيركهولدرية بصلية، الزائفة الزنجارية، و ستينوتروفوموناس مالتوفيليا التي يمكن كشفها في الميكروبيوم المرتبط بالجذور وفي الأنسجة النباتية.
تؤثر الجراثيم الجذرية على كفاءة النبات المضيف وإنتاجيته بعدة طرق. يستفيد أفراد الميكروبيوم الجذري من السكريات النباتية أو الجزيئات الأخرى الغنية بالكربون. قد يتصرف الأعضاء بشكل منفرد في الميكروبيوم الجذري بالاقتران مع المضيفين النباتيين المختلفين، أو قد يغيرون طبيعة تفاعلهم (على طول سلسلة التبادل الطفيلي) داخل مضيف واحد كظروف بيئية أو حسب تغير صحة المضيف.
على الرغم من الأهمية المحتملة للميكروبيوم الجذري للنباتات والنظم البيئية، إلا أن فهمنا لكيفية تشكيل التجمعات الميكروبية الجذرية لا يزال في مهده. ويرجع ذلك جزئيًا إلى أنه حتى التطورات الحديثة في تقنيات التسلسل، كان من الصعب دراسة ميكروبات الجذر بسبب التنوع الكبير بين الأصناف، والعدد الكبير من الأنواع الخفية، وحقيقة أن معظم الأنواع لم يتم استرجاعها بعد في الثقافة. تشير الدلائل إلى أن العوامل الحيوية (مثل هوية المضيف وجار النبات) واللا حيوية (مثل بنية التربة وتوافر المغذيات) تؤثر على تكوين المجتمع.

## وظائف

### أنواع التكافل
تشمل الميكروبات المرتبطة بالجذور الفطريات والبكتيريا والعتائق. بالإضافة إلى ذلك، فإن الكائنات الحية الأخرى مثل الفيروسات والطحالب والحيوانات الأولية والديدان الممسدودة (نوع من الديدان الطفيلية) والمفصليات تعتبر جزء من الجراثيم الجذرية. تعيش المتكافلات المرتبطة بجذور النباتات على منتجات التمثيل الضوئي (الجزيئات الغنية بالكربون) من النبات المضيف ويمكن أن توجد في أي مكان على التواصل الطفيلي.

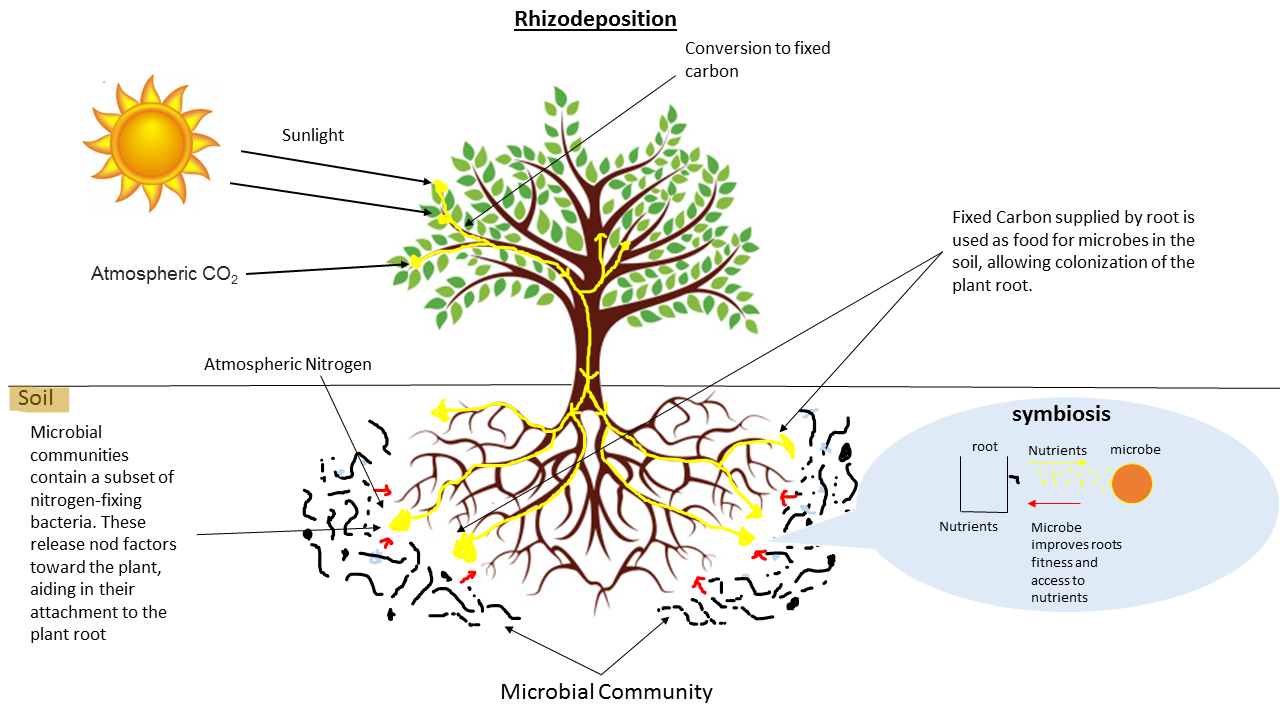
تمتص أوراق النبات ضوء الشمس وثاني أكسيد الكربون من الغلاف الجوي وتحويلهما إلى كربون ثابت. ينتقل هذا الكربون إلى جذور النبات، حيث ينتقل البعض إلى الأوراق. ينتقل الكربون الثابت الذي ينتقل إلى الجذر إلى خارج التربة المحيطة حيث تستخدمه الميكروبات كغذاء للنمو. في المقابل، تلتصق الميكروبات بجذر النبات حيث تعمل على تحسين وصول الجذور إلى العناصر الغذائية ومقاومتها للإجهاد البيئي ومسببات الأمراض. في العلاقات التكافلية الخاصة بالنبات/ الجذور، يفرز جذر النبات مركبات الفلافونيد في التربة التي تستشعرها الميكروبات، حيث تطلق هذه الميكروبات عوامل Nod إلى جذر النبات مما يحفز إصابة جذر النبات. تقوم هذه الميكروبات الفريدة بتثبيت النيتروجين في العقيدات الجذرية التي تزود النبات بالمغذيات.

قد تحسن المتكافلات الجذرية وصول مضيفها إلى العناصر الغذائية، وتنتج منظِمات نمو النبات، وتحسن تحمل الإجهاد البيئي لمضيفها، وتحفز دفاعات المضيف والمقاومة الجهازية ضد الآفات أو مسببات الأمراض، أو تكون مسببة للأمراض. تستهلك الطفيليات الكربون من النبات دون تقديم أي فائدة، أو تقديم فائدة قليلة جدًا مقارنة بتكلفتها في الكربون، مما يضر بكفاءة المضيف. الكائنات المتكافلة قد تكون حيوية (تعيش على الأنسجة الحية) أو نخرية (تعيش على الأنسجة الميتة).

### التواصل الطفيلي
في حين أن بعض الميكروبات قد تكون متبادلة أو طفيلية بحتة، قد يتصرف الكثير منها بطريقة أو بأخرى اعتمادًا على الأنواع المضيفة التي ترتبط بها، والظروف البيئية، وصحة المضيف. تتحكم الاستجابة المناعية للمضيف في عدوى المتعايش ومعدلات نموه. إذا كانت الاستجابة المناعية للمضيف غير قادرة على التحكم في نوع جرثومي معين، أو إذا تم اختراق مناعة المضيف، فمن المحتمل أن تكون العلاقة بين الميكروب والنبات موجودة في مكان ما بالقرب من الجانب الطفيلي للتواصل المتبادل والطفيلي. وبالمثل، يمكن أن تدفع المغذيات العالية بعض الميكروبات إلى السلوك الطفيلي، مما يشجع على النمو دون رادع في وقت لم تعد هناك حاجة إلى المتكافل للمساعدة في اكتساب المغذيات.

## تركيب
الجذور مُستعمَرة بالفطريات والبكتيريا والعتائق. نظرًا لأنها متعددة الخلايا، يمكن للفطريات أن تمد الخيوط الفطرية من أعضاء تبادل المغذيات داخل الخلايا المضيفة إلى الجذور المحيطة والتربة السائبة. تعتبر الفطريات التي تمتد إلى ما وراء سطح الجذر وتنخرط في تبادل المغذيات والكربون مع النبات المضيف عادةً فطريات جذرية، ولكن يمكن أن تشمل الخيوط الخارجية أيضًا فطريات النابوت الداخلي الأخرى. يمكن للفطريات الجذرية أن تمتد لمسافة كبيرة في التربة السائبة، مما يزيد من وصول نظام الجذر ويزيد مساحة السطح، مما يتيح للفطريات الجذرية الحصول على نسبة كبيرة من العناصر الغذائية من النبات المضيف. في بعض النظم البيئية، ما يصل إلى 80٪ من النيتروجين النباتي و 90٪ من الفسفور النباتي تم الحصول عليه من الفطريات الجذرية. في المقابل، قد تخصص النباتات حوالي 20-40٪ من الكربون الخاص بها إلى الفطريات الجذرية.

### الفطريات

#### الفطريات الجذرية
الميكوريزال (من اليونانية) تعني حرفيا "جذور الفطريات" وتحدد التفاعل التكافلي بين النباتات والفطريات. الفطريات مهمة لتحلل وإعادة تدوير المواد العضوية، ولكن الحدود بين أنماط الحياة المسببة للأمراض وأنماط الحياة التكافلية للفطريات ليست دائما واضحة المعالم. في معظم الأوقات، يكون الارتباط تكافليًا مع الفطريات التي تعمل على تحسين اكتساب العناصر الغذائية والمياه من التربة أو زيادة تحمل الإجهاد والفطريات تستفيد من الكربوهيدرات التي ينتجها النبات. تشمل الفطريات الجذرية مجموعة متنوعة من تفاعلات الجذور والفطريات التي تتميز بنمط الاستعمار. بشكل أساسي، تشكل جميع النباتات روابط فطرية، وهناك دليل على أن بعض الفطريات الفطرية تنقل الكربون والمواد المغذية الأخرى ليس فقط من التربة إلى النبات، ولكن أيضًا بين النباتات المختلفة في المناظر الطبيعية. المجموعات الرئيسية تشمل اكتوميكوريزا، و فطريات جذرية شجيرية، و فطريات جذرية خلنجية، و فطريات جذرية سحلبية، و فطريات جذرية أحادية الشكل. ترتبط الفطريات أحادية الشكل بنباتات مونوتروبيسيا التي تفتقر إلى اليخضور. العديد من النباتات السحلبية هي أيضًا تفتقر الى اليخضور لجزء على الأقل من دورة حياتها. وبالتالي فإن هذه العلاقات بين الفطريات الجذرية والنباتات فريدة من نوعها لأن الفطر يمد المضيف بالكربون بالإضافة إلى العناصر الغذائية الأخرى، غالبًا عن طريق التطفل على النباتات الأخرى. تسمى النباتات المفتقرة لليخضور التي تشكل هذه الأنواع من الإرتباطات الفطرية الجذرية بـالنبات الطفيلي.

#### النابوت الداخلي
ينمو النابوت الداخلي داخل أنسجة النبات - الجذور والسيقان والأوراق - في الغالب بدون أعراض، ولكن عندما يتقدم النبات في العمر يمكن أن تصبح مسببة للأمراض بشكل طفيف. قد يستعمرون الفراغات بين الخلايا أو جذور الخلايا نفسها أو كليهما. ومن الأمثلة الشهيرة الريزوبيا و النابوت الداخلي محوجز الظلام(التي تنتج الميلانين، أحد مضادات الأكسدة التي قد توفر المرونة ضد مجموعة متنوعة من الضغوط البيئية).

### بكتيريا
منطقة التربة المحيطة بالجذور غنية بالمغذيات التي تطلقها النباتات وبالتالي فهي وسيلة نمو جذابة لكل من البكتيريا المفيدة والممرضة. تعزز البكتيريا المفيدة المرتبطة بالجذور نمو النبات وتوفر الحماية من مسببات الأمراض. هم في الغالب من البكتريا الجذرية التي تنتمي إلى المتقلبات ومتينات الجدار، مع العديد من الأمثلة من كليهما. تستعمر أنواع بكتيريا العقد الجذرية جذور البقوليات وتشكل هياكل عقيدات. استجابة للنضخات الجذرية، تنتج بكتيريا العقد الجذرية عوامل إشارة Nod التي تتعرف عليها البقوليات وتحفز تكوين العقيدات على جذور النباتات. داخل هذه الهياكل، تقوم بكتيريا العقد الجذرية بتثبيت النيتروجين الذي يمد النبات بمصدر النيتروجين. في المقابل، تزود النباتات البكتيريا بمصدر الكربون لتنشيط تثبيت النيتروجين. بالإضافة إلى تثبيت النيتروجين، تعمل أنواع البكتيريا الحلزونية المثبتة للآزوت الجوي على تعزيز نمو النبات من خلال إنتاج هرمونات النمو النباتية (الأكسينات، السيتوكينينات، الجبرلينات). بسبب هذه الهرمونات النباتية، يتمدد شعر الجذر ليحتل مساحة أكبر ويحصل بشكل أفضل على الماء والمواد المغذية. البكتيريا المسببة للأمراض التي تصيب جذور النباتات الأكثر شيوعًا هي من أجناس بكتوبكتيريوم ورالستونيا وديكيا وأجروباكتيريوم. و الأكثرها شهرة هي بكتوبكتيريوم كاروتوفوروم وبكتوبكتيريوم اتروسبتكم و رالستونية باذنجانية و دیکیا دادانتی وديكيا سولاني و الأجرعية المورمة.
تلتصق البكتيريا بالجذور في آلية معينة ثنائية الطور بخطوتين- الأولى ارتباط ضعيف وغير مخصص ثم الانتقال إلى المرحلة الثانية- مرحلة الإقامة القوية التي لا رجعة فيها. ترتبط كل من البكتيريا المفيدة والممرضة بهذه الطريقة. يمكن أن تظل البكتيريا ملتصقة بالسطح الخارجي، أو يمكن لبعض النابوت الداخلي أو مسببات الأمراض أن تستعمر الجذر الداخلي. الارتباط الأساسي يخضع للقوى الكيميائية أو بعض الهياكل خارج الخلية مثل الشعيرة أو الأسواط. يتميز الارتباط الثانوي بشكل أساسي بتخليق السليلوز والألياف خارج الخلية وعوامل ارتباط محددة مثل البروتينات السطحية التي تساعد البكتيريا على التجمع وتشكيل المستعمرات.

### العتيقة
على الرغم من أنه يُعتقد تقليديًا أن العتائق محبة للظروف القاسية، من الميكروبات التي تنتمي إلى البيئات القاسية، الا أن التطورات في علم الميتاجينومية وتسلسل الجينات تكشف عن أن العتائق موجودة في كل مكان، وتوجد في أي بيئة تقريبًا بما في ذلك الميكروبيوم الجذري. على سبيل المثال، تم اكتشاف العتائق المستعمرة للجذور في الذرة والأرز والقمح وأشجار الأيكة الساحلية. المولد للميثان والعتائق المؤكسدة للأمونيوم هم أفراد سائدين في الميكروبيوم الجذري، خاصة في التربة اللاهوائية والأراضي الرطبة. الشعبة العتيقة الموجودة في ميكروبيوم الجذر تشمل العتائق العريضة، العتائق العجيبة (تسمى سابقا التوماركيوتا)، و العتائق المصدرية (تسمى سابقا كرينيس).
يشير وجود العتائق والوفرة النسبية في بيئات مختلفة إلى أنها تلعب على الأرجح دورًا مهمًا في الميكروبيوم الجذري.، تم العثور على العتائق لتعزيز نمو النبات وتطوره، وتعزيز تحمل الإجهاد، وتحسين امتصاص العناصر الغذائية والحماية من مسببات الأمراض.، على سبيل المثال، استعمار رشاد أذن الفأر مع عتائق التربة المؤكسدة للأمونيا، والعتائق العجيبة أوليوفليس، أظهر زيادة في وزن النبتة، نشاط التمثيل الضوئي والاستجابة المناعية.
فحص المجتمعات الميكروبية في التربة والجذور يحدد والجينات البدائية التي تشغل وظائف مماثلة لوظائف البكتيريا والفطريات، مثل تخليق الأوكسين، والحماية من الإجهاد اللاأحيائي وتثبيت النيتروجين. في بعض الحالات، تكون الجينات الأساسية لنمو النبات وتطوره، مثل التمثيل الغذائي وتكوين جدار الخلية، أكثر انتشارًا في العتائق من البكتيريا.
وجود العتائق في الميكروبيوم الجذري يمكن أن يتأثر بالمضيفات النباتية، والتي يمكن أن تغير تنوع تجمعات العتائق ووجودها وصحتها.

### الفيروسات
تصيب الفيروسات أيضًا النباتات عن طريق الجذور، ولكن لاختراق أنسجة الجذر، فإنها تستخدم عادةً ناقلات مثل الديدان الخيطية أو الفطريات.

## آليات التجميع
هناك نقاش مستمر حول الآليات المسؤولة عن تجميع الميكروبات الفردية في المجتمعات. هناك نوعان من الفرضيات الأساسية المتنافسة. الأول هو أن "كل شيء موجود في كل مكان، ولكن البيئة تختار"، مما يعني أن العوامل الحيوية وغير الحيوية تشكل القيود الوحيدة، من خلال الانتقاء الطبيعي، أي من الميكروبات سيستعمر أي بيئات. هذا يسمى الفرضية المتخصصة، ونظيرتها هي الفرضية القائلة بأن العمليات المحايدة، مثل المسافة والحواجز الجغرافية للتشتت، تتحكم في تجميع المجتمع الميكروبي عندما تكون الأصناف مناسبة بشكل متساوٍ داخل بيئة. في هذه الفرضية، الاختلافات بين الأصناف الفردية في الأنماط ومدى الانتشار تفسر الاختلافات في المجتمعات الميكروبية في البيئات المختلفة. على الأرجح، يؤثر كل من الانتقاء الطبيعي والعمليات المحايدة على تجمع المجتمع الميكروبي، على الرغم من أن بعض الأصناف الميكروبية قد تكون مقيدة بشكل أكبر بعملية أو بأخرى اعتمادًا على القيود الفسيولوجية وطريقة الإنتشار.
آليات الإنتشار الميكروبي تشمل الرياح والماء والمشي لمسافات طويلة على المزيد من الميكروبات المتنقلة. من الصعب دراسة إنتشار الميكروب، ولا يُعرف الكثير عن تأثيره على تجمع المجتمع الميكروبي فيما يتعلق بتأثير آليات التجميع اللاحيوية والحيوية، خاصة في الجذور. لهذا السبب، تتم مناقشة آليات التجميع التي تناسب الفرضية المتخصصة أدناه فقط.
يبدو أن الأصناف داخل المجتمعات الميكروبية الجذرية مأخوذة من التربة المحيطة ، على الرغم من أن الوفرة النسبية للأصناف المختلفة قد تختلف اختلافًا كبيرًا عن تلك الموجودة في التربة السائبة بسبب المنافذ الفريدة في الجذر وجذور المحيط.

### آليات التجميع الحيوية
ترتبط أجزاء مختلفة من الجذر بمجتمعات ميكروبية مختلفة. على سبيل المثال، الجذور الدقيقة وأطراف الجذور والجذر الرئيسي كلها مرتبطة بمجتمعات مختلفة، وكل من محيط الجذر، وسطح الجذر، وأنسجة الجذر كلها مرتبطة بمجتمعات مختلفة، ويرجع ذلك على الأرجح إلى الكيمياء الفريدة وحالة المغذيات لكل من هذه المناطق. بالإضافة إلى ذلك، فإن أنواع النباتات المختلفة، وحتى الأصناف المختلفة، تؤوي مجتمعات ميكروبية مختلفة،. ربما بسبب الاستجابات المناعية المحددة للمضيف والاختلافات في نضخ الكربون من الجذر. يؤثر عمر المضيف على تكوين المجتمع الميكروبي الجذري، على الأرجح لأسباب مماثلة مثل هوية المضيف. كما ثبت أن هوية النباتات المجاورة تؤثر على تكوين المجتمع الميكروبي لجذر النبات المضيف.

### آليات التجميع اللاحيوية
تؤثر الآليات اللاحيوية أيضًا على تكوين المجتمع الميكروبي الجذري لأن الأصناف الفردية لها ظروف مثالية مختلفة على طول التدرجات البيئية المختلفة، مثل تركيزات المغذيات، ودرجة الحموضة، والرطوبة، ودرجة الحرارة، وما إلى ذلك بالإضافة إلى العوامل الكيميائية والمناخية، وتأثير بنية التربة والانتشار على التكوين الحيوي للجذر.

### تعاقب
الميكروبيوم الجذري ديناميكي، سائل ضمن القيود التي تفرضها البيئة الحيوية وغير الحيوية. كما هو الحال في نظم علم البيئة واسع النطاق، قد يحدد المسار التاريخي لمجتمع الأحياء المجهرية جزئيًا المجتمع الحالي والمستقبلي. نظرًا للتفاعلات المضادة والمتبادلة بين الأصناف الميكروبية، الأصناف التي تستعمر جذرًا في أي لحظة معينة من الممكن أن تؤثر على الأصناف الجديدة التي يتم إضافتها، وبالتالي كيفية استجابة المجتمع للتغييرات في المضيف أو البيئة. بينما تمت دراسة تأثير المجتمع الأولي على التعاقب الميكروبي في عينات بيئية مختلفة، ميكروبيوم بشري، وإعدادات معملية، لم يتم دراستها في الجذور بعد.